# Гущино (Можгинський район)
Гу́щино (рос. Гущино) — присілок в Можгинському районі Удмуртії, Росія.
Урбаноніми:
- вулиці — Слобідська

## Населення
Населення — 8 осіб (2010; 8 в 2002).
Національний склад станом на 2002 рік:
- росіяни — 75 %